# Brachyrhopala quadricincta
Brachyrhopala quadricincta là một loài ruồi trong họ Asilidae. Brachyrhopala quadricincta được Bigot miêu tả năm 1879.